# Estéril
Diz-se estéril um organismo incapaz de se reproduzir, ou simplesmente um órgão sexual de um organismo vivo incapaz de produzir gametas funcionais.
O termo estéril também pode se referir a um ambiente, objeto ou superfície no qual microrganismos são ausentes ou incapazes de se reproduzir. Existem diversas técnicas de esterilização de materiais, como autoclave, chama, forno, produtos químicos bactericidas ou bacteriostáticos, radiação UV, ultrafiltração, etc.